# 아주 특별한 손님
"아주 특별한 손님"(영어: Ad-lib Night)은 2006년 개봉한 대한민국의 드라마 영화이다. 다이라 아즈코의 소설집 '멋진 하루'중 '애드리브 나이트'가 원작이다.

## 캐스팅
- 한효주 - 이보경 역
- 김영민 - 장기용 역
- 최일화 - 지호 아버지 역
- 김중기 - 명은 삼촌 역
- 이현정 - 지호 어머니 역
- 신영진 - 명은 숙모 역
- 이승연 - 강선희 역
- 윤희석 - 남택종 역
- 진용욱 - 이성욱 역
- 여민구 - 김지호 역
- 정정아 - 간호사 역
- 권다현 - 이진영 역
- 기주봉 - 명은 아버지 역 (특별출연)
- 김혜옥 - 명은 어머니 (사진) 역 (특별출연)
- 배종옥 - 보경 어머니 (목소리) 역 (특별출연)

## 수상
- 2006년 제26회 한국영화평론가협회상 여자신인상(한효주)
- 2007년 제9회 도빌아시아영화제 비평가상(이윤기)
- 2007년 제20회 싱가포르 국제 영화제 여우주연상-아시아 장편(한효주)